# Sunshine Tour 2011
De Sunshine Tour 2011 was het twaalfde seizoen van de Sunshine Tour. Het omvatte een serie van golftoernooien voor golfprofessionals, dat grotendeels plaatsvond in Zuid-Afrika.
Naast Zuid-Afrika, vond er ook golftoernooien plaats in andere Afrikaanse landen zoals Namibië, Swaziland, Zambia en Zimbabwe.
De "Order of Merit" van dit seizoen werd gewonnen door de Zuid-Afrikaan Garth Mulroy.

## Kalender
| Datums | Datums | Toernooi                            | Baan                         | Plaats       | Winnaar             | Score | Score | Aantekeningen                                          |
| ------ | ------ | ----------------------------------- | ---------------------------- | ------------ | ------------------- | ----- | ----- | ------------------------------------------------------ |
| 06-01  | 09-01  | Afrika Open                         | East London Golf Club        | Oost-Londen  | Louis Oosthuizen po | 276   | –16   | Won de play-off van Chris Wood & Manuel Quiros Verslag |
| 13-01  | 16-01  | Joburg Open                         | Johannesburg & Kensington GC | Johannesburg | Charl Schwartzel    | 265   | –19   | Verslag                                                |
| 27-01  | 29-01  | Zimbabwe Open                       | Royal Harare Golf Club       | Harare       | Theunis Spangenberg | 201   | –15   |                                                        |
| 17-02  | 20-02  | Dimension Data Pro-Am               | Fancourt (Montagu-golfbaan   | George       | Hennie Otto         | 273   | –16   |                                                        |
| 24-02  | 27-02  | Telkom PGA Championship             | Country Club Johannesburg    | Johannesburg | George Coetzee      | 261   | –27   |                                                        |
| 17-03  | 20-03  | MTC Namibia PGA Championship        | Windhoek Country Club        | Windhoek     | J.G. Claassen       | 268   | –18   |                                                        |
| 04-05  | 07-05  | Royal Swazi Sun Open                | Royal Swazi Spa Country Club | Mbabane      | Justin Walters      | 45    | 45    | stablefordtelling                                      |
| 12-05  | 14-05  | Nashua Golf Challenge               | Gary Player Country Club     | Sun City     | Adilson Da Silva    | 202   | –14   |                                                        |
| 26-05  | 28-05  | Vodacom Origins of Golf Tour I      | Pretoria Country Club        | Pretoria     | Jean Hugo           | 205   | –11   |                                                        |
| 03-06  | 05-06  | Lombard Insurance Classic           | Royal Swazi Spa Country Club | Mbabane      | Justin Harding      | 202   | –14   |                                                        |
| 08-06  | 10-06  | Vodacom Origins of Golf Tour II     | Arabella Country Estate      | Kleinmond    | Chris Swanepoel     | 205   | –11   |                                                        |
| 27-07  | 29-07  | Vodacom Origins of Golf Tour III    | Simola Golf & Country Estate | Knysna       | Jean Hugo po        | 201   | –15   | Won de play-off van Peter Karmis                       |
| 10-08  | 12-08  | Vodacom Origins of Golf Tour IV     | Wild Coast Sun Country Club  | Port Edward  | Darren Fichardt     | 204   | –6    |                                                        |
| 31-08  | 02-09  | Vodacom Origins of Golf Tour V      | Sishen Golf Club             | Kathu        | Adilson Da Silva    | 206   | –10   |                                                        |
| 07-09  | 09-09  | Telkom PGA Pro-Am                   | Centurion Country Club       | Centurion    | Jaco Van Zyl        | 197   | –19   |                                                        |
| 15-09  | 17-09  | Northern Cape Classic               | Kimberley Golf Club          | Kimberley    | Oliver Bekker       | 198   | –15   | Nieuw toernooi                                         |
| 21-09  | 23-09  | Vodacom Origins of Golf Tour Finale | Legend Golf & Safari Resort  | Waterberg    | Jean Hugo           | 208   | –8    |                                                        |
| 13-10  | 16-10  | Zambia Open                         | Nchanga Golf Club            | Chingola     | Doug McGuigan       | 272   | –16   |                                                        |
| 20-10  | 22-10  | Sun Coast Classic                   | Durban Country Club          | Durban       | Darren Fichardt     | 203   | –13   |                                                        |
| 28-10  | 30-10  | BMG Classic                         | Glendower Golf Club          | Johannesburg | James Kamte po      | 207   | –9    | Won de play-off van Dawie Van der Walt                 |
| 03-11  | 06-11  | Nashua Masters                      | Wild Coast Sun Country Club  | Port Edward  | Shaun Norris        | 271   | –9    |                                                        |
| 08-11  | 10-11  | Nedbank Affinity Cup                | Lost City Golf Course        | Sun City     | Warren Abery        | 205   | –11   |                                                        |
| 17-11  | 20-11  | Alfred Dunhill Kampioenschap        | Leopard Creek Golf Club      | Malalane     | Garth Mulroy        | 269   | –19   | Verslag                                                |
| 24-11  | 27-11  | South African Open Championship     | Serengeti Golf Club          | Serengeti    | Hennie Otto         | 274   | –14   | Verslag                                                |
| 01-12  | 04-12  | Nedbank Golf Challenge              | Gary Player Country Club     | Sun City     | Lee Westwood        | 273   | –15   |                                                        |

## Order of Merit
| Orde | Speler         | # toernooien | Prijzengeld (R) |
| ---- | -------------- | ------------ | --------------- |
| 1    | Garth Mulroy   | 6            | 3.464.463       |
| 2    | Hennie Otto    | 7            | 2.806.214       |
| 3    | George Coetzee | 9            | 1.586.587       |
| 4    | Thomas Aiken   | 6            | 1.569.896       |
| 5    | Jaco Van Zyl   | 8            | 1.231.134       |